# 허수
허수(虛數, imaginary number)는 실수가 아닌 복소수를 뜻한다. 기호는 {\displaystyle i}를 사용한다.
실수의 특성상, 제곱하면 무조건 0 또는 양수가 되기 때문에 이차방정식 {\displaystyle x^{2}=-1}에서는 실수의 범위에서 해를 전혀 구할 수가 없다. 또한 수직선에 모든 실수를 하나하나 대응시키면, 수직선은 빈틈없이 채워지는 것으로 볼 때, 우리가 존재한다고 느낄 수 있는 수는 실수밖에 없다는 것은 필연코 부정할 수 없는 사실이다.
여기서 {\displaystyle x^{2}=-1} 꼴과 같이 실수 범위에서 전혀 구할 수 없는 해를 구하기 위해 무엇인가를 만들어야 할 필요성을 느낀다. 실수의 성질로는 불가능한 제곱해서 음수가 되는 수를 만들어내기 위해 제곱하여 -1이 되는 수 {\displaystyle {\sqrt {-1}}}를 만들어내면, 위의 이차방정식의 해는 {\displaystyle +{\sqrt {-1}}}또는{\displaystyle -{\sqrt {-1}}}이 되므로 이 수는 우리가 존재한다고 느끼는 수가 아님에도 불구하고, 이차방정식의 해가 되기 때문에 수학자들은 이 수가 수학적 가치가 있음을 인정하고 허수로 정의했고, {\displaystyle {\sqrt {-1}}}만 있으면 모든 허수들을 나타낼 수 있으므로 이 수를 imaginary number의 앞글자를 따서 허수 단위 {\displaystyle i}라고 정의했다.
복소수는 실수와 허수를 포괄하는 수이며, {\displaystyle a+bi} (단, a, b는 실수)로 나타낼 수 있고, 이때 a를 실수부, b를 허수부라고 한다.
또한, 허수는 기존에 있었던 수직선, 실수축(가로)에 허수축(세로)를 덧붙여 복소수평면을 만든 결정적인 계기가 되었다.
허수가 정의되기 전까지만 해도, 수의 개념은 1차원적이었다. 즉, 수의 개념은 오직 수직선으로만 표현되었다. 그러나 허수가 정의된 후, 수의 개념은 2차원으로 확장되었다. 즉, 수의 개념은 복소평면으로 표현된 것이다. 수의 틀을 직선에서 평면으로 확장시킨 것은 모두 허수의 덕택임을 알 수 있다.

## 역사
고대 그리스의 수학자 헤론은 거듭제곱하여 음수가 되는 수에 대한 개념을 기록한 바 있다. 1572년 이탈리아의 수학자 라파엘 봄벨리가 허수 단위를 정의하였다. 이후 르네 데카르트가 《방법서설》의 부록 〈기하〉(프랑스어: La Géométrie)에서 상상의 수(imaginary numbers)라고 부른 데에서 허수라는 이름이 정착되었다. 허수라는 이름은 레온하르트 오일러와 카를 프리드리히 가우스에 의해 널리 알려졌으며, 오일러는 허수 단위 기호로 {\displaystyle i}를 도입하였다. 또한 오일러는 이것을 방정식{\displaystyle x^{3}+y^{3}=z^{3}} 일 때 이 방정식을 만족하는 정수해는 없다는 것을 증명할 때 사용하였다. 1799년 카스파르 베셀이 복소수의 기하학적 표현을 완성하였다.
1843년 윌리엄 로언 해밀턴은 복소수를 확장하여 사원수 체계를 만들었다.

미국 수학에서 허수란 {\displaystyle i\mathbb {R} } 형태, 즉 순허수이다. 즉 실수에 허수단위 {\displaystyle i={\sqrt {-1}}}가 곱해진 형식을 가지고 있고, 따라서 제곱하면 음수가 된다.

## 기하학적 해석

복소평면에서 복소수의 위치

한 평면상에 데카르트 좌표계를 정하고 이에 대한 한 점 Z의 위치 (x, y)를 {\displaystyle x+yi}로 정하여 복소수를 평면상의 점으로 표시할 수 있다. 이 때, 좌표와 복소수는 일대일 대응을 이룬다. 또한, 이렇게 나타낸 점 Z(x,y)는 극좌표를 사용하여 원점에서부터 점 Z 사이의 반지름과 각도로서도 나타낼 수 있다. 즉,
{\displaystyle Z(x,y)=x+yi=r\theta }
가 된다.
한편, 왼쪽의 그림과 같이 실수부는 같고 허수부의 부호만 반대인 {\displaystyle Z=x+yi} 와 {\displaystyle {\overline {Z}}=x-yi}를 생각할 수 있다. 이를 켤레복소수(복소켤레)라고 한다. 켤레 복소수는 극좌표에서 반지름이 같고 x축에 대해 대칭인 점이 된다.
복소평면에서 허수의 위치를 극좌표를 사용하여 나타낼 수 있으므로, 임의의 단위 원을 그려 복소수와 삼각함수의 관계를 생각할 수 있다. 1714년 영국의 수학자 로저 코츠는 자연로그가 다음과 같은 삼각함수의 관계식으로 표현될 수 있다는 것을 발견하였다.
{\displaystyle \ln(\cos x+i\sin x)=ix\ }
1740년 레온하르트 오일러는 이 식을 지수함수로 변형하여 다음과 같이 나타내었다.
{\displaystyle e^{ix}\,=\,\cos x+i\sin x}
이를 오일러의 공식이라 한다.

## 수 체계
수 체계에서 허수는 복소수와 함께 다루어지는 것이 보통이다. 이를 복소수체라고 하며 {\displaystyle \mathbf {C} } 로 나타낸다.

## 같이 보기
- 데카르트
- 허수 단위
- 복소수
- 이항방정식
- 드무아브르의 공식